# کارشناسی مدیریت کسب‌وکار
کارشناسی مدیریت کسب‌وکار (BBA) یک مدرک لیسانس در مدیریت کسب‌وکار است که توسط کالج‌ها و دانشگاه‌ها پس از اتمام چهار سال و معمولاً گذراندن ۱۲۰ واحد تحصیلی در مقطع کارشناسی در مبانی مدیریت کسب‌وکار اعطا می‌شود. این ۱۲۰ واحد معمولاً شامل دوره‌های پیشرفته در تجزیه و تحلیل تجاری، ارتباطات تجاری، امور مالی شرکتی می‌شود. امور مالی، حسابداری مالی، اقتصاد کلان، مدیریت، حسابداری مدیریت، بازاریابی، اقتصاد خرد، مدیریت استراتژیک، مدیریت زنجیره تأمین، و سایر موضوعات مهم دانشگاهی مرتبط با رشته دانشگاهی مدیریت کسب‌وکار هستند.

## ساختار برنامه درسی
این مدرک به گونه ای طراحی شده‌است که دانش گسترده‌ای از جنبه‌های عملکردی یک شرکت و ارتباط آنها ارائه دهد، در حالی که امکان تخصص در یک رشته دانشگاهی مرتبط با تجارت خاص را فراهم می‌کند. برنامه‌های کارشناسی مدیریت کسب‌وکار دانشجویان را در گستره طیف وسیعی از موضوعات اصلی قرار می‌دهد و به‌طور کلی به ان‌ها اجازه می‌دهد تا در یک رشته یا رشته‌های علمی مرتبط با تجارت خاص تخصص پیدا کنند.
مدرک کارشناسی مدیریت کسب‌وکار همچنین مهارت‌های عملی، مدیریتی و ارتباطی و توانایی‌های تصمیم‌گیری تجاری افراد را توسعه می‌دهد که آنها را برای مدیریت یک نهاد تجاری آماده می‌کند. بسیاری از برنامه‌ها شامل آموزش و تجربه عملی در قالب پروژه‌های موردی، ارائه، دوره‌های کارآموزی، بازدیدهای صنعتی، و تعامل با کارشناسان معتبر صنعت هستند.
الزامات آموزشی عمومی بر علوم انسانی و اجتماعی از جمله تاریخ، اقتصاد و ادبیات تأکید دارد. برنامه درسی اصلی ریاضیات معمولاً مورد نیاز و مرتبط با تجارت شامل حسابداری، آمار و دروس مرتبط است. حسابان و آمار کسب‌وکار معمولاً مورد نیاز است.

## اعتبارسنجی
در ایالات متحده، برنامه‌های دوره کارشناسی مدیریت کسب‌وکار در مقطع کارشناسی تقریباً همیشه معتبر هستند، که نشان دهنده این است که برنامه BBA کالج یا دانشگاه مطابق با استانداردهای کیفیت برنامه درسی است.

## بهترین دانشکده‌ها
اکثر مدارس کسب‌وکار به عنوان دانشکده کسب‌وکار در دانشگاه‌ها و کالج‌ها فعالیت می‌کنند. طبق رتبه‌بندی یواس نیوز اند ورلد ریپورت برخی از بهترین دانشکده‌ها برای دوره کارشناسی مدیریت کسب‌وکار عبارتند از:
- ۱: دانشگاه هاروارد (کمبریج، ماساچوست، ایالات متحده)
- ۲: موسسه فناوری ماساچوست (کمبریج، ماساچوست، ایالات متحده)
- ۳: دانشگاه استنفورد (استنفورد، کالیفرنیا، ایالات متحده)
- ۴: دانشگاه کالیفرنیا، برکلی (برکلی، کالیفرنیا، ایالات متحده)
- ۵: دانشگاه شیکاگو (شیکاگو، ایلینوی، ایالات متحده)
- ۶: دانشگاه پنسیلوانیا (فیلادلفیا، پنسیلوانیا، ایالات متحده)
- ۷: مدرسه اقتصاد لندن (لندن، بریتانیا)
- ۸: دانشگاه کلمبیا (نیویورک، ایالات متحده)
- ۹: دانشگاه نیویورک (نیویورک، ایالات متحده)
- ۱۰: دانشگاه اراسموس روتردام (روتردام، هلند)